# 샬레

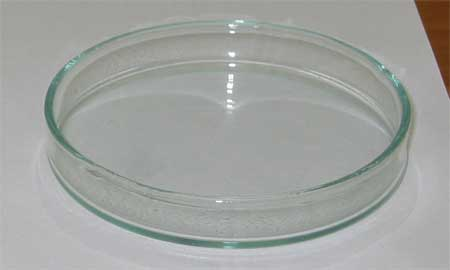
페트리 샬레

페트리 디시(Petri dish) 또는 샬레(독일어: Petrischale)는 뚜껑이 달린 얕고 둥근 유리 접시 그릇 용도의 실험 기구다. 한국에서는 "샬레"를 페트리 접시를 일컫는 말로 쓰지만, 독일어 "샬레"는 오목한 접시를 일반적으로 일컫는 말이며, 독일에서 페트리 접시는 "페트리샬레"라 불린다.
페트리 접시는 독일의 세균학자인 율리우스 리하르트 페트리(Julius Richard Petri)가 로베르트 코흐의 조수로 있던 1887년에 고안했다. 이 접시는 관찰물 보관 및 운반과 관찰에 용이하며, 생물체의 경우에는 배양하면서 관찰이 가능하므로 흔히 사용한다. 보통은 유리 혹은 플라스틱으로 만든 뚜껑과 쌍을 이루며, 크기는 여러가지가 있으나 보통은 지름 100mm, 깊이 18mm의 것을 많이 사용한다.

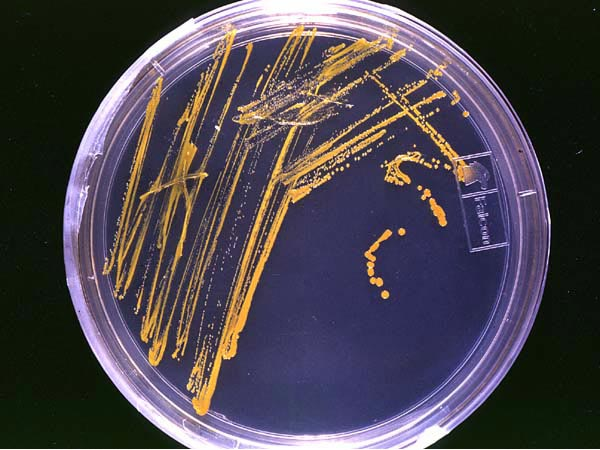
한천을 세균배양액으로 사용중인 페트리 샬레.

과학 분야 실험실, 특히 생물학, 의학, 세균학 등에서 식물의 씨앗이나 뿌리 보관 및 관찰, 곰팡이나 세균 배양 및 관찰 등 작은 생물을 관찰하는 데 용이하다. 또한 재료, 정밀한 기계, 전자 부품의 보관에도 사용하는 등 여러 분야에 널리 사용되고 있다.
우뭇가사리에서 추출된 한천이나 젤라틴 등으로 배양액 배지를 만들어 세균을 배양하는 데에 많이 쓰인다. 실험 목적에 따라서 특정 성분의 혼합물 영양소, 혈액, 소금, 탄수화물, 표시 목적의 염료, 아미노산과 항생제 등을 투입하며, 그 배양액을 페트리 샬레에 부어 식은 배지에 세균,곰팡이 등을 배양하게 된다.
보통 유리로 만든 다른 화학 실험 기구에 비해 두꺼운 유리로 되어 있지만 깨질 수 있으므로 주의해서 다루어야 하며, 너무 강한 충격이나 열을 가하면 안 된다.

## 초자기구
초자기구중 하나인 페트리 디쉬(petri dish)는 미생물 따위를 배양할 때 쓰는 덮개가 있는 유리 접시 용기이다.

## 같이 보기
- 연구실